# Усть-Хоперська
Усть-Хоперська (рос. Усть-Хопёрская) — станиця у Серафимовицькому районі Волгоградської області Російської Федерації.
Населення становить 960 осіб. Входить до складу муніципального утворення Усть-Хоперське сільське поселення.

## Історія
Станиця розташована у межах українського історичного та культурного регіону Жовтий Клин.
Згідно із законом від 24 грудня 2004 року № 979-ОД органом місцевого самоврядування є Усть-Хоперське сільське поселення.

## Населення
| 2010 |
| ---- |
| 960  |

## Персоналії
- Каледін Олексій Максимович (1861—1918) — російський військовий і державний діяч, генерал від кавалерії, один з керівників Білого руху в Росії у 1917—1918 роках, керівник Донської республіки у 1917—1918 роках, отаман Війська Донського.